# Bellvey
Bellvey (oficialmente en catalán Bellvei) es un municipio de Cataluña, España. Perteneciente a la provincia de Tarragona, en la comarca del Bajo Panadés. Su población en enero de 2009 era de 2005 habitantes. 

## Geografía
Integrado en la comarca de Bajo Panadés, se sitúa a 37 kilómetros de Tarragona. El término municipal está atravesado por la carretera nacional N-340, entre los pK 1194 y 1195, además de por una carretera local que conecta con Calafell.  
La parte norte del territorio está integrada en la depresión del Panadés, mientras que la parte sur, en el límite con Calafell, es accidentada por las elevaciones de una sierra prelitoral, con la Muga (162 metros) como pico más elevado. La zona norte es drenada por el torrente dels Masets, que desemboca en la riera de la Bisbal. La parte montañosa del sur drena por el torrente de la Corbatera, que desemboca directamente en el mar. La altitud oscila entre los 162 metros (La Muga) y los 40 metros a orillas de un torrente que se dirige hacia Calafell. El pueblo se alza a 100 metros sobre el nivel del mar. 
| Noroeste: Santa Oliva         | Norte: Bañeras | Noreste: Castellet y Gornal (Barcelona) |
| Oeste: Santa Oliva y Vendrell |                | Este: Calafell                          |
| Suroeste: Vendrell            | Sur: Calafell  | Sureste: Calafell                       |

## Historia
Aparece citado por primera vez en 1037 en un conflicto que enfrentó al señor del castillo de Castellet con el monasterio de San Cugat. Aparece citada la torre de Tedbert que dicunt Bellvizi. La torre no fue nunca un castillo si no más una fortaleza dependiente del castillo de Castellet. 
En 1326 Guillermo de Bellvey adquirió por un periodo de nueve años el castillo de Lavit. Sin embargo, sus herederos se negaron a realizar la devolución una vez finalizado el plazo, lo que obligó a que el propio rey Pedro III interviniera en el asunto, obligando a hacer efectivo el retorno. Durante mucho tiempo, Bellvey dependió de Castellet, dependencia que está documentada hasta el siglo XVIII. El municipio se formó a partir del fin de las señorías en 1835.

## Geografía humana

### Demografía
Cuenta con una población de 2417 habitantes (INE 2024).
| Gráfica de evolución demográfica de Bellvey entre 1842 y 2021 |
| |
| Población de derecho según los censos de población del INE Población de hecho según los censos de población del INEEn estos censos se denominaba Bellvey: 1842, 1857, 1860, 1877, 1887, 1897, 1900, 1910, 1920, 1930, 1940, 1950, 1960, 1970 y 1981 |

Baronía del mar, forma parte también de Bellvey, situado a 3 kilómetros, se trata de un núcleo de población, donde se encuentra el castillo de la muga ("castell de la muga" en catalán), un punto turístico de interés.

### Economía
Una parte importante de la economía se basa en la agricultura de secano, siendo la viña, los algarrobos y los cereales los principales cultivos. Un 4% de las tierras es de regadío. Para fomentar la instalación de industrias en el término municipal, se ha construido un parque industrial conocido como els masets, el cual está siendo ampliado, y se prevé que tenga una importante repercusión en la economía local.
Además, en este "polígono" o parque industrial se encuentra el punto verde comarcal ("punt verd" en catalán).

## Cultura
La iglesia parroquial está dedicada a Santa María. Se trata de un edificio del siglo XVII levantado en el mismo lugar en el que se encontraba la primitiva iglesia románica. Es de nave única, con bóveda de cañón y capillas laterales. Su construcción fue un encargo de la baronesa de Aguilar, antigua señora de Castellet. Se convirtió en parroquia independiente en 1809. La antigua torre fue reconstruida por completo en 1932. Es de planta circular y ha quedado integrada dentro del edificio conocido como Cal Roig. 
En las afueras del pueblo se encuentra el Mas de la Muga. Se trata de un edificio, propiedad de la familia Parellada-Vilella, que aparece ya documentado en el siglo XI. De la antigua construcción sólo queda en pie una parte de la torre cuadrada y un par de torres cilíndricas.
Celebra su fiesta mayor durante el mes de agosto, siendo el día 15 el principal. El día de Corpus, las calles se decoran con alfombras de flores.